# Trachelas jamaicensis
Trachelas jamaicensis är en spindelart som beskrevs av Willis J. Gertsch 1942. Trachelas jamaicensis ingår i släktet Trachelas och familjen flinkspindlar.
Artens utbredningsområde är Jamaica. Inga underarter finns listade i Catalogue of Life.